# ویمرسدورف
ویمرسدورف (به آلمانی: Wiemersdorf) یک شهر در آلمان است که در زگه‌برگ واقع شده‌است. ویمرسدورف ۱٬۵۲۵ نفر جمعیت دارد.